# Fritz Fabritius
Fritz Fabritius (* 27. März 1883 in Hermannstadt, Österreich-Ungarn; † 20. Oktober 1957 in Prien am Chiemsee, Deutschland) war ein rumäniendeutscher Politiker. Er ist bekannt für eine 1922 ursprünglich als Wirtschaftsverein gegründete Selbsthilfeorganisation, die er in Erneuerungsbewegung umtaufte und 1933 nach der Machtergreifung Hitlers Teil der nationalsozialistischen Bewegung wurde. 1935 wurde er Landesobmann der Deutschen Volksgemeinschaft in Rumänien und im Februar 1939 zum Vorsitzenden des Verbandes der deutschen Volksgruppen in Europa gewählt. Da er eine „reichsdeutsche Expansion im Südosten“ unterstützte und damit die deutsch-rumänischen Beziehungen gefährdete wurde er abgesetzt und nach Deutschland beordert.

## Leben

### Kindheit, Erziehung, 1883–1922
Fritz Fabritius wurde 1883 in Hermannstadt als Sohn eines Militär-Unterintendanten und dessen Gattin Viktorine Bielz geboren. Er besuchte die Militärschule in Košice (deutsch Kaschau) und Hranice na Moravě (Mährisch Weißkirchen), dann die Theresianische Militärakademie in der Burg in Wiener Neustadt. 1907, mit 24 Jahren, wurde ihm, mittlerweile Rittmeister, der Antrag auf Versetzung in den Ruhestand genehmigt. Danach fand er eine Anstellung in der „Hermannstädter Allgemeinen Sparkasse“.
1912 gründete Fabritius, inspiriert von den alldeutschen und völkisch-sozialen Konzeptionen Georg von Schönerers,  die „Siebenbürgisch-Sächsische Jugendwehr“, um das „seiner Ansicht nach erstarrte völkische Leben im nationalen Sinne wieder zu beleben.“
1918 trat Fabritius in den Roland Verein für deutsch-völkische Stammkunde zu Berlin ein; 1921 gehörte er der Schirmherrschaft der deutschen Bauernhochschule e.V. an.

### Gründung der Selbsthilfeorganisation, 1922–1930
Der Bankdirektor der Sparkassa Carl Wolff finanzierte Fabritius 1922 eine Reise nach Deutschland, um im Ausland Lösungen für die lokalen Wirtschaftsprobleme zu erkunden. In Deutschland soll es zu einem Treffen mit dem zu dieser Zeit noch relativ unbekannten Adolf Hitler gekommen sein, allerdings gibt es hierfür keine Belege. Er kehrte voller Begeisterung für Hitler zurück. Im Rahmen des Hermannstädter Sächsischen Landwirtschaftlichen Vereins gründete er 1922 oder 1923 unter der Bezeichnung Selbsthilfe der Kleintierzüchter, Leingärtner, Land- und Heimstättenhungrigen eine Bausparkasse. Die Selbsthilfe folgte seit ihrer Gründung neben agrarpopulistischen (vgl. Poporanismus, Sämänätorismus) und traditionell-autochthonen Ideen auch die Ideologie und Heraldik des Nationalen Sozialismus. Intern verband sie Wirtschaftsmaßnahmen mit Forderungen nach politischen Reformen. Nach anfänglichen Rückschlägen (Neugründung 1927) hatte die Vereinigung 1929 1.620 Mitglieder, nach der Weltwirtschaftskrise verdoppelte sich deren Zahl auf 3200 im Jahr 1931, mit Kapitaleinlagen von 121 Millionen Lei (etwa 9,5 Millionen US-Dollar in Werten von 2011).
Ab 1926 wurde er mit August Georg Kenstler als Schriftleiter Herausgeber der Zeitschrift Sachs' halte Wacht, von der zwei Ausgaben erschienen.
Ab 1930 nahmen in der ursprünglich als Wirtschaftsverein gegründeten Selbsthilfe durch den zunehmenden Einfluss jüngerer Nachwuchskräfte politische Tätigkeiten stark zu, ohne dass die Organisation eine politische Führungsrolle übernehmen konnte. Fabritius propagierte einerseits völkische Zusammengehörigkeit, andererseits den Sozialismus der wirtschaftlichen Zusammenarbeit. Er erklärte das demokratische System für gescheitert, obwohl die Selbsthilfe wie keine andere rumäniendeutsche Organisation mit mehr Nachdruck die Demokratisierung des Wahlsystems der regionalen Volksräte als Vertretung der deutschen Minderheit forderte.
Fabritius griff nicht die Kirchen an, betrachtete sich nicht als einen Wegbereiter des nationalsozialistischen Deutschen Reichs und wurde auch von seinen Gegnern nicht als ein solcher verstanden. Im Rahmen eines Minderheitenpolitikers stand er eher den konservativen Kräften näher als dem radikalen Flügel seiner eigenen Bewegung.

### Erneuerungsbewegung, 1930–1935
Nach 1930 verschärfte die politisch immer noch machtlose politische Opposition innerhalb der Rumäniendeutschen ihren Ton mit radikalen Lösungen und offensiven Positionen nach einer langen Kette von gescheiterten Versuchen von Veränderung der bestehenden Verhältnisse unter den vorherrschenden konservativen Eliten, die sich nicht auf einen Dialog einließen, und der Bukarester Regierung. Für eine politische Kurskorrektur in den Minderheitenbeziehungen waren nun nicht Gruppierungen wie die Unzufriedenen, Klingsor oder die Banater Jungschwaben der Kristallisationspunkt, sondern die in Erneuerungsbewegung umgetaufte Selbsthilfe von Fabritius. Er kritisierte besonders die erfolglose, passive Politik der Minderheitenführung gegenüber der Hauptstadt. Seit Ende des Ersten Weltkriegs hatte der Streit zwischen der großbürgerlichen Industriellengruppe um Hans Otto Roth und die kleinbürgerlich-ländliche Gruppe um Rudolf Brandsch das konservative Lager gelähmt.
Nach der „Machtergreifung“ Hitlers 1933 gelang der Erneuerungsbewegung der politische Durchbruch. Sie verstanden sich nun nicht mehr als oppositionelle Randgruppe, sondern als Teil der internationalen nationalsozialistischen Bewegung. Nach konservativen Berichten warben die Erneuerer, die seit Mai 1932 in Nationalsozialistische Selbsthilfebewegung der Deutschen in Rumänien (NSDR) umgetauft wurde, mehr mit Wahlgeschenken und weniger mit Argumenten. Zusätzlich gaben sie das Versprechen, im Falle eines Wahlsieges in Zukunft noch mehr Reichszuwendungen zu erhalten. Wirtschaftsmaßnahmen der NS-Ortsgruppen nach dem Konzept einer Hilfe zur Selbsthilfe ließen mehr noch als die Versprechen auf finanzielle Zuschüsse aus Deutschland die ärmeren Bauern für Fabritius stimmen. Zu Beginn des Jahres 1934 änderte die NSDR ihren Namen in „Nationale Erneuerungsbewegung der Deutschen in Rumänien“ (NEDR).

### Deutsche Volksgemeinschaft in Rumänien, 1935–1938
Am 29. Juni 1935 wurde Fabritius infolge der Wahlsiege in den regionalen Volksräten mit 49 Stimmen bei 18 konservativen Enthaltungen zum Vorsitzenden der rumäniendeutschen Dachorganisation gewählt und benannte diese in Deutsche Volksgemeinschaft in Rumänien um. Der Verband erhielt ein vom Nationalsozialismus inspiriertes Volksprogramm, gegen das sich weder die Konservativen noch die Evangelische Kirche A. B. in Rumänien auflehnten, wohl aber die radikale Fraktion der Erneuerer. Diese radikale Fraktion unter Waldemar Gust und Alfred Bonfert hatte am 10. Februar 1935 zunächst noch mit der Zustimmung Fabritius’ die Deutsche Volkspartei Rumäniens (DVR) gegründet. Die Radikalen beanstandeten, dass das Volksprogramm nicht dem „eigentlichen Geist des Nationalsozialismus“ entsprach. Bis zum Oktober 1938 prägte der Konflikt zwischen der Volksgemeinschaft und der DVR die politische Diskussion der Rumäniendeutschen. Der „Streit trennte Hofnachbarn und entzweite Familien, Kinder prügelten sich auf der Straße und riefen ‚Fabritius soll regier'n, Bonfert soll krepier'n‘ oder umgekehrt (je nach Einstellung der Eltern)“, in den Städten tobten Saalschlachten. Die Länge des Konfliktes spiegelte nicht die wahren Kräfteverhältnisse wider, da eine Zweidrittelmehrheit eindeutig zu Fabritius stand. Die Volkspartei wurde einzig vom Volksrat der Bukowina (Buchenland) und von Kreisausschüssen im Burzenland unterstützt.

### Gleichschaltung, 1938
Am 26. Oktober 1938 lud die Sonderbeauftragte in Rumänien Edit von Coler Fabritius und Helmuth Wolff, Vorsitzender des Deutschen Volksrats für Siebenbürgen in die Bukarester Wohnung des deutschen Gesandtschaftsrats Stelzer ein. am nächsten Vormittag sprach sie ebenfalls in Bukarest, in der Wohnung des Vertreters der NSDAP/AO, Landesgruppenleiter der Auslandsorganisation der NSDAP in Rumänien Artur Adolf Konradi, mit Bonfert, dem Landesbauernführer Hans Kaufmes und Waldemar Gust, dem Kreisleiter für Siebenbürgen Ost. Am Abend des 27. Oktobers kamen beide Parteien zu einer Einigung, in der Fabritius als Landesobmann der Volksgemeinschaft bestätigt wurde. Die DVR-Organisationen wurden aufgelöst und in die Volksgemeinschaft eingegliedert. Vermutungen legen nahe, dass sie als Beauftragte des Deutschen Reiches den Radikalen mit der Streichung ihrer Finanzierung durch die NSDAP gedroht hatte. Am 6. November 1938 wurde die „Versöhnung“ mit einer Massenkundgebung in Timișoara gefeiert. Fabritius stellte nach diesen Coler-Gesprächen keine Autonomieforderungen für die rumäniendeutsche Minderheit mehr. Mit seinem Stab erledigte er nur noch das Tagesgeschäft der Volksgemeinschaft. Bei bedeutenden Angelegenheiten wie Pressemitteilungen, Strategiefragen oder Bestimmung des Führungspersonals wurden Entscheidungen vom Hauptamt Volksdeutsche Mittelstelle (VoMi) telegrafisch übermittelt.
Am 15. Dezember 1938 gründete der rumänische König Karl II.  die Einheitspartei Frontul Renașterii Naționale (FRN), Front der Nationalen Wiedergeburt. Am nächsten Tag nahmen die Vertreter der Volksgemeinschaft Verhandlungen für den gemeinsamen Eintritt auf, aber die rumänischen Regierung verlangte den individuellen Eintritt der Rumäniendeutschen. Fabritius widersetzte sich, da er darin eine Absicht zur Spaltung der Minderheit vermutete. Die deutsche Gesandtschaft ermutigte ihn zu weiteren Verhandlungen und ließ durchblicken, dass Bukarest nachgeben würde. Der Verlauf der Verhandlungen übertraf die Erwartungen von Fabritius, und am 10. Januar 1939 wurde er von Innenminister Armand Călinescu ermächtigt eine „eigene Organisation als Gesamtvertretung der Rumäniendeutschen […] mit kulturellem, wirtschaftlichen und sozialen Zielen zu schaffen“ aber alle „politischen Manifestationen“ mussten sich im Rahmen der FRN abspielen. Die Mittlerrolle der VoMi wurde auf rumänischen Wunsch hin ausgeschlossen.
In den Karlsburger Beschlüssen (Alba Iulia) vom 1. Dezember 1918 hatte Rumänien den Magyaren und Deutschen noch weitgehende Gleichberechtigung als Minderheiten zugesichert, dies aber später nicht eingehalten. 1938, 20 Jahre später, hatten die Rumäniendeutschen ihre wichtigsten Ziele erreicht. Bemerkenswert war die Ausschließlichkeit der Genehmigung politischer Tätigkeit an die von Fabritius geleitete Organisation, mit dem gleichzeitigen Verbot der Bukarest-freundlichen Konservativen. Hans Otto Roth bemerkte dazu später: „Der Nationalsozialismus hatte sich auf der ganzen Linie durchgesetzt und die Führung der Volksgemeinschaft mit ausdrücklicher Genehmigung der rumänischen Regierung übernommen.“
Landesobmann Fabritius konnte nun die Strukturen der Minderheit unverhüllt nach reichsdeutschen Vorgaben neu aufzubauen. Die Volksgemeinschaft der Deutschen in Rumänien wurde in Deutsche Volksgemeinschaft in Rumänien umbenannt, alle Vereine der Minderheit wurden aufgelöst und schrittweise als standesbezogene Zweige der Volksgemeinschaft neu gegründet. Leitend wurden das Führerprinzip sowie ein vervollständigtes nationalsozialistisches Programm. Der korporative Eintritt der rumäniendeutschen Vereinigungen in die FRN verlief ohne ernsthafte Zwischenfälle.

### Fall, August 1939
Im Februar 1939 wurde Fabritius zum Vorsitzenden des Verbandes der deutschen Volksgruppen in Europa in der Nachfolge des sudetendeutschen Führers Konrad Henlein gewählt. Vor allem aber entfachte die Besetzung Prags im Zuge der Sudetenkrise in Bukarest neue Ängste vor einer fünften Kolonne, worauf rumänische Behörden in rumäniendeutschen Kreisen verschärft nach „sudetenähnlichem“ Verhalten ermittelten. Angeblich soll Fabritius auch geplant haben, in Wien Werbeschallplatten aufzunehmen, auf denen die volksdeutsche Bevölkerung Rumäniens aufgefordert werden sollte, sich zu bewaffnen und sich „dem Führer zur Verfügung“ zu stellen. Ebenso unterstützte Fabritius lautstark „eine reichsdeutsche Expansion im Südosten“.
Die Regierung in Bukarest hatte stillschweigend belastendes Material gegen Fabritius gesammelt, und im Juli 1939 kam es zum Eklat. Während eines Treffens mit Fabritius warf ihm Armand Călinescu, nun Ministerpräsident, eine Liste illegaler Tätigkeiten der Volksgemeinschaft vor, von der Bildung paramilitärischer Einheiten, die ihren Treueeid auf Fabritius leisteten, bis hin zu seiner Aussage, dass er fest mit der Ausdehnung Deutschlands zum Karpatenbogen rechnen würde. Nur das Eingreifen des deutschen Gesandten verhinderte eine Anklage wegen Hochverrats. Hans Otto Roth beteiligte sich an den Bestrebungen zur Absetzung von Fabritius und reichte am Tag seiner Unterredung mit Călinescu eine Aufzeichnung des Gespräches bei der deutschen Gesandtschaft ein, in der das Verhalten Fabritius’ als „untragbar“ beschrieben wurde.
Auch gab es innerhalb der Volksgemeinschaft interne Opposition, die sich um den Kern der ehemaligen DVR-Führer kristallisiert hatte. Zudem trat im Sommer 1939 in Berlin zum ersten Mal eine Gruppe Rumäniendeutscher in Erscheinung (darunter auch der spätere Volksgruppenführer Andreas Schmidt), welche die Coler-Einigung vom Oktober 1938 als Verrat an „nationalsozialistischer Konsequenz“ ansahen. Fabritius wurde nach Berlin bestellt, verzögerte aber misstrauisch seine Abreise. Währenddessen bestand der deutsche Gesandte auf seine Entlassung als Landerobmann. Als rumänische Behörden am 10. August 1939 in der Aktentasche eines Mitarbeiters der Volksgemeinschaft Anordnungen zu paramilitärischen Schießübungen fanden, war Fabritius’ politisches Schicksal besiegelt.
Nach mehrmaligen Aufforderungen und Drohungen traf Fabritius am 14. August 1939 in Berlin ein und wurde dort belehrt, dass Deutschland durch sein Verhalten die Beziehungen zu Rumänien gefährdet sähe. Sein Argument, die Volksgemeinschaft habe sich im Rahmen der rumänischen Verfassung bewegt, wurde als „kaum haltbar“ gewertet. Die Volksdeutsche Mittelstelle verlangte seinen Verbleib auf dem Reichsgebiet, da rumänische Behörden seine Verhaftung vorbereiten würden. Fabritius blieb Landesobmann in absentia, seine Befugnisse wurden von seinem Stellvertreter, dem Hermannstädter Arzt Wolfram Bruckner ad interim übernommen. Um den Führungswechsel bei der rumänischen Regierung als Richtungswechsel ausweisen zu können, änderte die VoMi gleichzeitig den Namen der „Deutschen Volksgemeinschaft in Rumänien“ in die Bezeichnung „Deutsche Volksgruppe in Rumänien (DViR)“, die bis zur sowjetischen Besatzung Rumäniens 1944 Bestand hatte. Im Oktober 1939 ließ der neue Ministerpräsident Rumäniens Constantin Argetoianu verlauten, dass Bukarest von der Verhaftung Fabritius’ absehen könnte, wenn dieser weiter im Reich bleiben würde. Die VoMi wünschte allerdings, dass Fabritius kurz nach Rumänien reisen konnte, um dort rumäniendeutschen Gerüchten von einem Zurückhalten des Landesobmanns im Reich gegen seinen Willen entgegenzutreten.
Während Fabritius’ Abwesenheit von August bis Oktober 1939 hatte sich gemäß Hans Otto Roth „die Krise unseres Volkes aufs höchste“ gesteigert; zum einen ereignete sich der Beginn des Zweiten Weltkriegs in Europa, zum anderen hatte Hitler die Umsiedlung aller „Volksdeutschen“ angekündigt. Innerhalb weniger Tage verängstigte Fabritius die deutsche Minderheit noch zusätzlich und gefährdete erneut die deutsch-rumänischen Beziehungen, indem er behauptete, Deutschland würde innerhalb der kommenden Wochen Rumänien den Krieg erklären. Er empfahl die sofortige Besetzung Hermannstadts, die Festsetzung rumänischer Geiseln, und kritisierte weiterhin die deutsche Gesandtschaft. Ende November 1939 wurde Fabritius auf Druck des Auswärtigen Amtes – vom Gesandten bis hin zum Reichsminister des Auswärtigen, Joachim von Ribbentrop –  endgültig nach Deutschland zurückbeordert. Wolfram Bruckner wurde in der Position des Landesobmann und „Volksgruppenführer“ bestätigt.

### Letzte Jahre, 1939–1957
Nach der bedingungslosen Kapitulation der Wehrmacht zum Ende des Zweiten Weltkriegs wurde Fabritius in Deggendorf in Niederbayern in Untersuchungshaft genommen, von wo er allerdings befreit und rehabilitiert wurde. Er verbrachte seine letzten Lebensjahre im Siebenbürgenheim in Rimsting am Chiemsee.

## Publikationen
- Ein Jahr Volksgemeinschaft der Deutschen in Rumänien unter Fritz Fabritius, Bruckner, Hermannstadt, 1936, S. 68.